# Riksväg 35
Riksväg 35 är en uråldrig handelsled som förbinder Linköping med de nordsmåländska kusthamnarna Gamleby och Västervik, med flera gamla bruksorter längs vägen. Leden hade en central betydelse för Västervik och de goda kommunikationerna med inlandet gjorde att bygden lät sig påverkas av östgötska influenser på flera sätt jämfört med övriga Småland. Linköping har varit Östergötlands centralort sedan minst medeltiden.
Under de senaste åren har vägen förbättrats. År 2002 invigdes en ny sträckning från Gamleby till Överum som ersatte den gamla smala vägen. 2004 invigdes en ny sträckning igenom Åtvidaberg för att förbättra genomfarten i orten där mycket tung trafik tidigare leddes genom centrum.

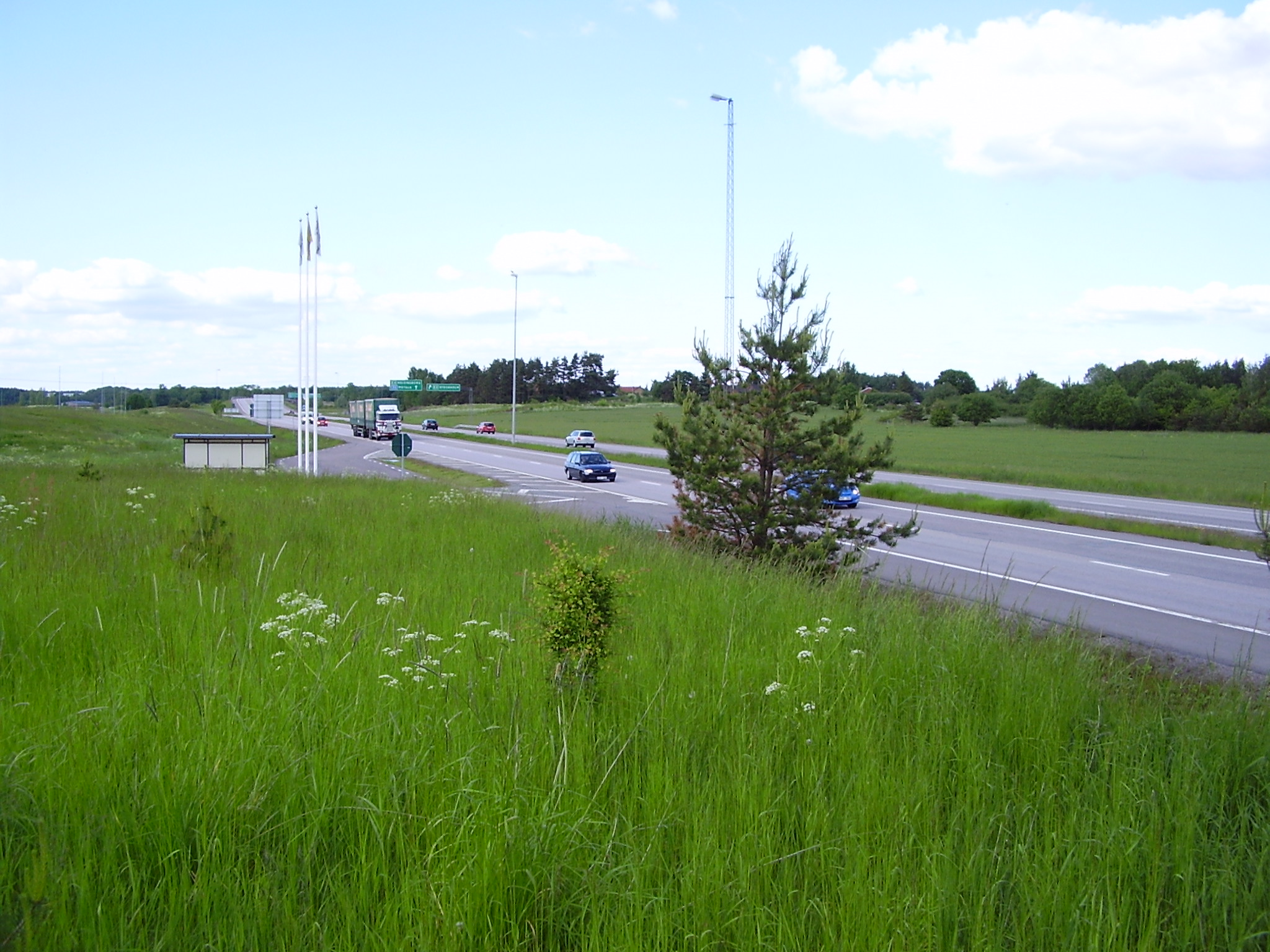
Motorväg på riksväg 35, Linköping.

Riksväg 35 kan sägas ha knappt 1 km motorväg. Den finns vid föreningen med E4 i Linköping (Trafikplats Staby - Mörtlösarondellen), men denna sträcka, tillsammans med några andra i Linköpings tätort, administreras som E4.21, ett grenvägnummer till E4.

## Sträckning
Linköping - Åtvidaberg - Överum - Gamleby

## Gatunamn
- Allén (Västervik)
- Linköpingsvägen (Åtvidaberg, Överum)
- Råbergaleden (Linköping)
- Stora infartsvägen (Västervik)
- Åtvidabergsvägen (Linköping)

## Historia
Före 1962 hette vägen länsväg 131. Därefter har den hetat riksväg 35.
Vägen följer i nästan hela sin sträckning samma väg som på 1940-talet . Vägen följer till och med på många håll samma väg som på 1880-talet och 1920-talet. Sträckan Broddebo-Överum, och vissa korta sträckor är dock nybyggda någon gång mellan 1925 och 1945. År 1925 gick vägen via Dalhem och Broddebo, inte Överum. Trots vägens gamla dragning ansågs den klart bättre än kustvägen, riksväg 4, innan kustvägen byggdes om på 1960-talet. Sträckan Överum-Gamleby öppnades 2002, innan dess gick vägen till Björnsholm 8 km norr om Gamleby. En ny genomfart genom Åtvidaberg öppnades 2004. Infarten till Linköping söderifrån är samma som förr, medan utfarten mot nordöst är gamla E4/Rv 1. Motorvägsstumpen närmast nya E4 är byggd i samband med E4:ans motorvägsbygge på 1970-talet.

## Trafikplatser, korsningar och anslutande vägar
|  | Nr     | Namn                        | Skyltning                        |
|  | ------ | --------------------------- | -------------------------------- |
|  | 113    | Trafikplats Linköping Östra | Helsingborg Stockholm            |
|  |        | Linköping                   |                                  |
|  |        | Kallerstadsrondellen        | Centrum, Ekängen (rv 35 svänger) |
|  |        | Åtvidaberg                  |                                  |
|  |        | Åtvidaberg                  | Kisa                             |
|  |        | Överum                      |                                  |
|  |        | Gamleby                     | Kisa                             |
|  | Avfart | Gamleby                     | Norrköping Kalmar                |

Källa: